# 尼古拉·卡拉巴蒂奇
尼古拉·卡拉巴蒂奇（1984年4月11日—），法國男子手球運動員，亦是法國國家男子手球隊隊員。曾在2009及2011年世界男子手球錦標賽為法國隊奪得冠軍；個人則曾在2007年當選「國際手聯世界手球先生」 （IHF World Player of the Year）。

## 生平
卡拉巴蒂奇生於體育世家，父親布蘭科·卡拉巴蒂奇（Branko Karabatić）過往曾為南斯拉夫國家手球隊的頭號守門員；他自小在耳濡目染下迷上了手球，更熱愛觀看父親的比賽。在卡拉巴蒂奇四歲的時候（1988年），他隨同父親和家人移居法國東部城市斯特拉斯堡，並在此定居下來，他也因而得到了法國國籍。

### 俱樂部生涯
在斯特拉斯堡安定下來後，卡拉巴蒂奇的父親安排只有6歲的兒子，加盟一間當地的少年手球俱樂部，讓他接受正規的訓練；兩年後，父親開始在蒙彼利埃一間手球俱樂部執教，卡拉巴蒂奇也順理成章地轉到父親的麾下打球。
2000年，16歲的卡拉巴蒂奇在蒙彼利埃手球俱樂部展開其職業生涯；剛加盟的首個賽季即為球隊贏得了法國杯冠軍。此後，他很快就成為了蒙彼利埃隊的重心球員，更在六年間成功帶領球隊奪得四次聯賽冠軍及四項杯賽冠軍，當中更包括2003年歐洲冠軍聯賽冠軍；而他個人也多次榮膺聯賽最佳射手和最佳左衛等名譽。2005年，卡拉巴蒂奇轉投德國基爾手球俱樂部，轉眼又助球隊橫掃德國聯賽中的各項比賽冠軍，成績斐然。
卡拉巴蒂奇在2008年賽季結束後離開基爾，回到成名地與蒙彼利埃手球俱樂部簽約至2012年。

### 國家隊生涯

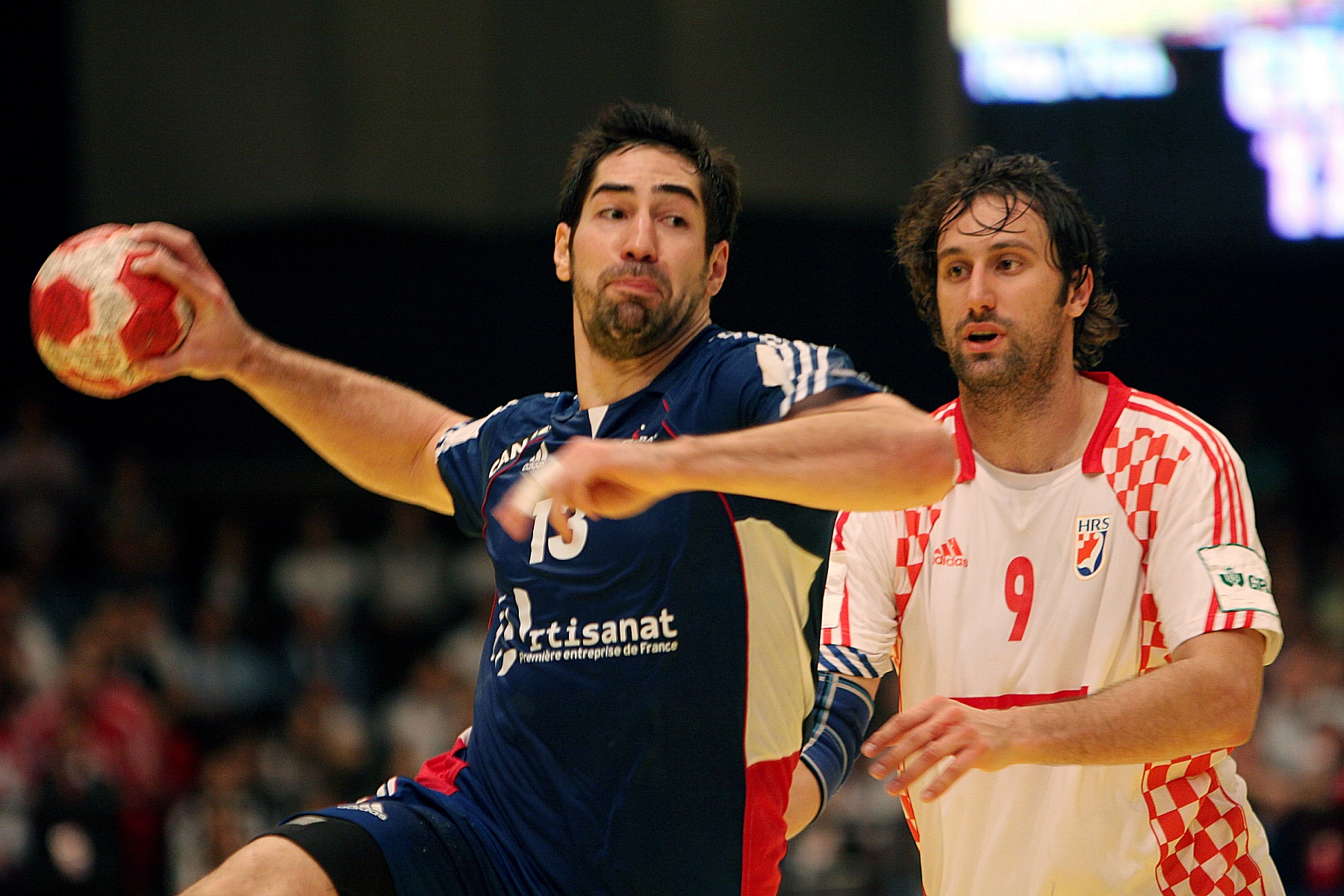
卡拉巴蒂奇代表法國國家隊出賽

2002年，卡拉巴蒂奇首度入選法國國家手球隊，未幾已嶄露頭角，協助國家隊兩奪世界男子手球錦標賽季軍（2003、2005年）。2006年，身為國家隊主力的他助球隊贏得歐洲男子手球錦標賽冠軍；兩年後，法國隊雖然只能獲得歐錦賽銅牌，但卡拉巴蒂奇仍憑個人的上佳表現榮膺最佳射手和最有價值球員稱號。同年，他代表法国參加中國北京舉行的奥林匹克运动会男子手球比賽，最終贏得金牌。
奪得奧運金牌後，卡拉巴蒂奇代表的法國國家手球隊繼續所向披靡，接連贏得了2009年世界男子手球錦標賽及2010年歐洲男子手球錦標賽冠軍，稱霸歐洲及世界手球壇。2011年，他又助法國隊成功衛冕世界男子手球錦標賽，並當選賽事最有價值球員。

## 個人榮譽
- 國際手聯世界手球先生（2007年）[6]

## 外部連結
- 官方網頁 （页面存档备份，存于）（法文）（英文）（西班牙文）（德文）